# Josef Kudrnka
Josef Kudrnka (18. prosince 1860 Kočí – ???) byl rakouský a český rolník a politik, na přelomu 19. a 20. století poslanec Českého zemského sněmu.

## Biografie
Profesí byl rolníkem v Kočí. Vystudoval nižší reálné gymnázium v Chrudimi. Od roku 1885 působil jako obecní účetní v rodném obci Kočí. V této funkci setrval po sedm let. V roce 1889 se zde stal členem obecního výboru a místní školní rady. V roce 1891 usedl na post člena dozorčí rady rolnického cukrovaru v Hrochově Týnci. Od roku 1893 byl předsedou okresního hospodářského spolku v Chrudimi a jím byl roku 1894 zvolen do kuratoria chrudimské hospodářské školy. Roku 1894 se rovněž stal náměstkem okresního starosty.
V 90. letech 19. století se zapojil i do zemské politiky. Ve volbách v roce 1895 byl zvolen v kurii venkovských obcí (volební obvod Chrudim) do Českého zemského sněmu. Politicky patřil k mladočeské straně. Uspěl zde i ve volbách v roce 1901.